# Sobotka
Sobotka (veraltet Saboth) ist eine landwirtschaftlich geprägte Stadt mit 2300 Einwohnern im Okres Jičín (Tschechien). Sie ist einer der Ausgangspunkte zum Český ráj (Böhmisches Paradies).

## Geschichte
Die erste urkundliche Erwähnung des Ortes stammt aus dem Jahr 1322. Jahrhundertelang gehörte er zum Besitz der Burg Kost. Im Jahr 1498 wurde Sobotka von Vladislav II. von Böhmen und Ungarn zur Stadt erhoben. Die Entwicklung der Stadt wurde durch einige Brände gehemmt, die größten gab es 1710, 1746 und 1825. Im Jahr 1903 wurde Sobotka an die Eisenbahn angeschlossen.

## Sehenswürdigkeiten
Sobotka ist eine Stadt mit Fremdenverkehr und  kulturell-literarischer Tradition. So findet hier regelmäßig das Nationale Festival der tschechischen Sprache und der Literatur „Šrámkova Sobotka“ statt. Wegen der gut erhaltenen Volksarchitektur (gezimmerte Holzhäuser) und weiterer Baudenkmäler wurden Teile von Sobotka zur Denkmalzone erklärt.
Über der Stadt befindet sich das Schloss Humprecht; Wanderwege führen auf die Burg Kost und in die Orte Vesec, Staré Hrady und das Tal von Plakánek.

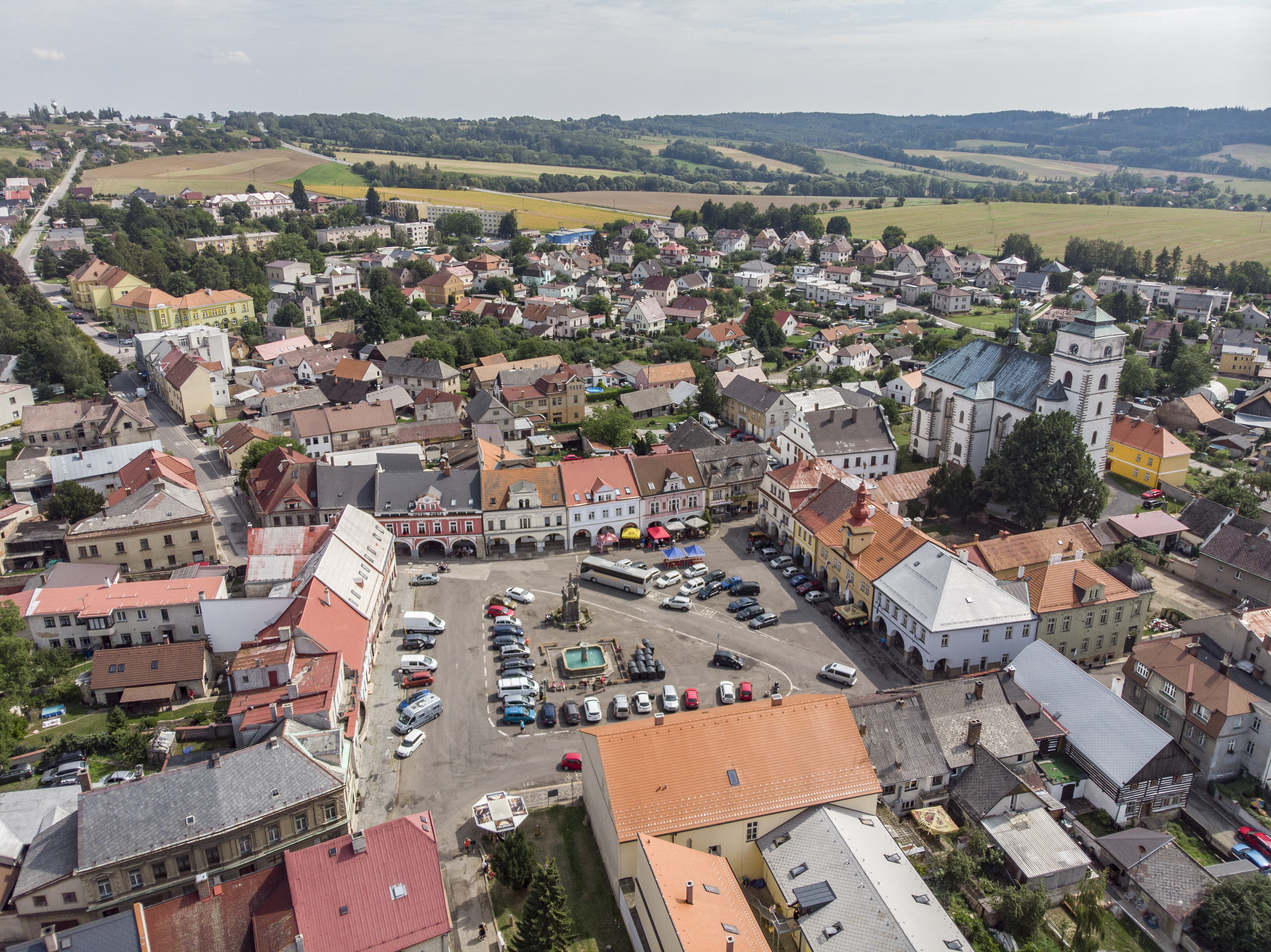
Blick auf das historische Zentrum

## Verkehr

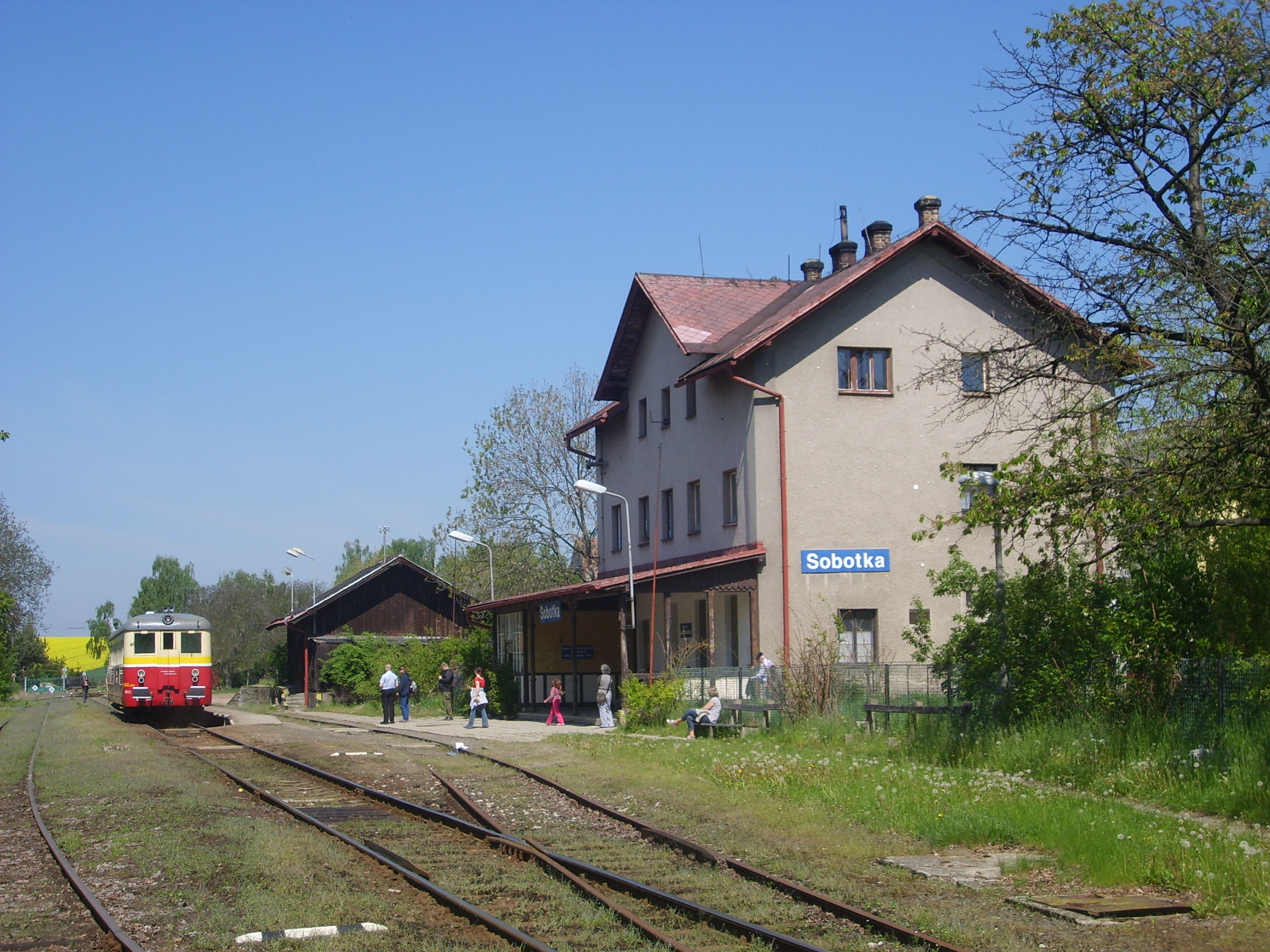
Bahnhof (2011)

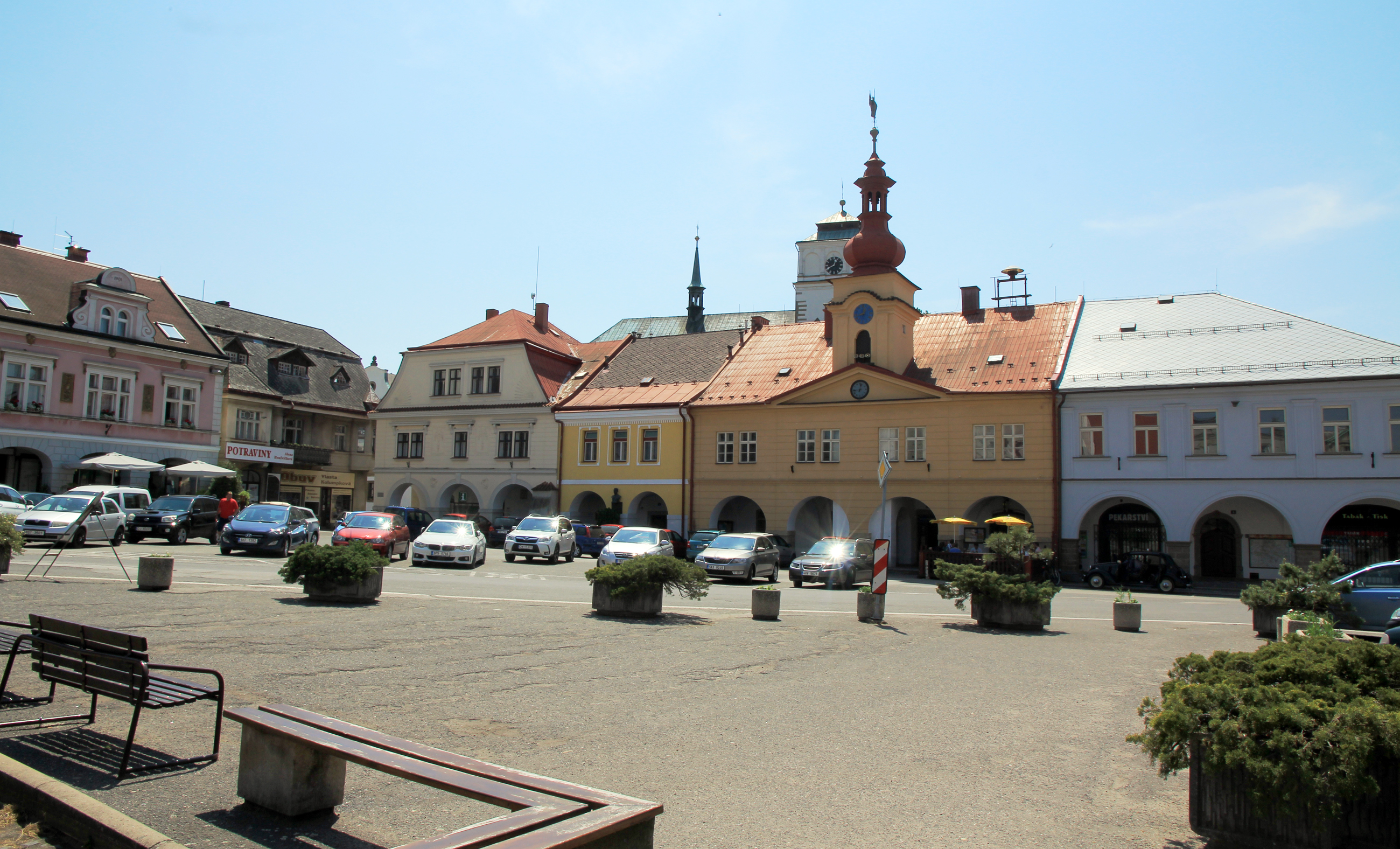
Hauptplatz

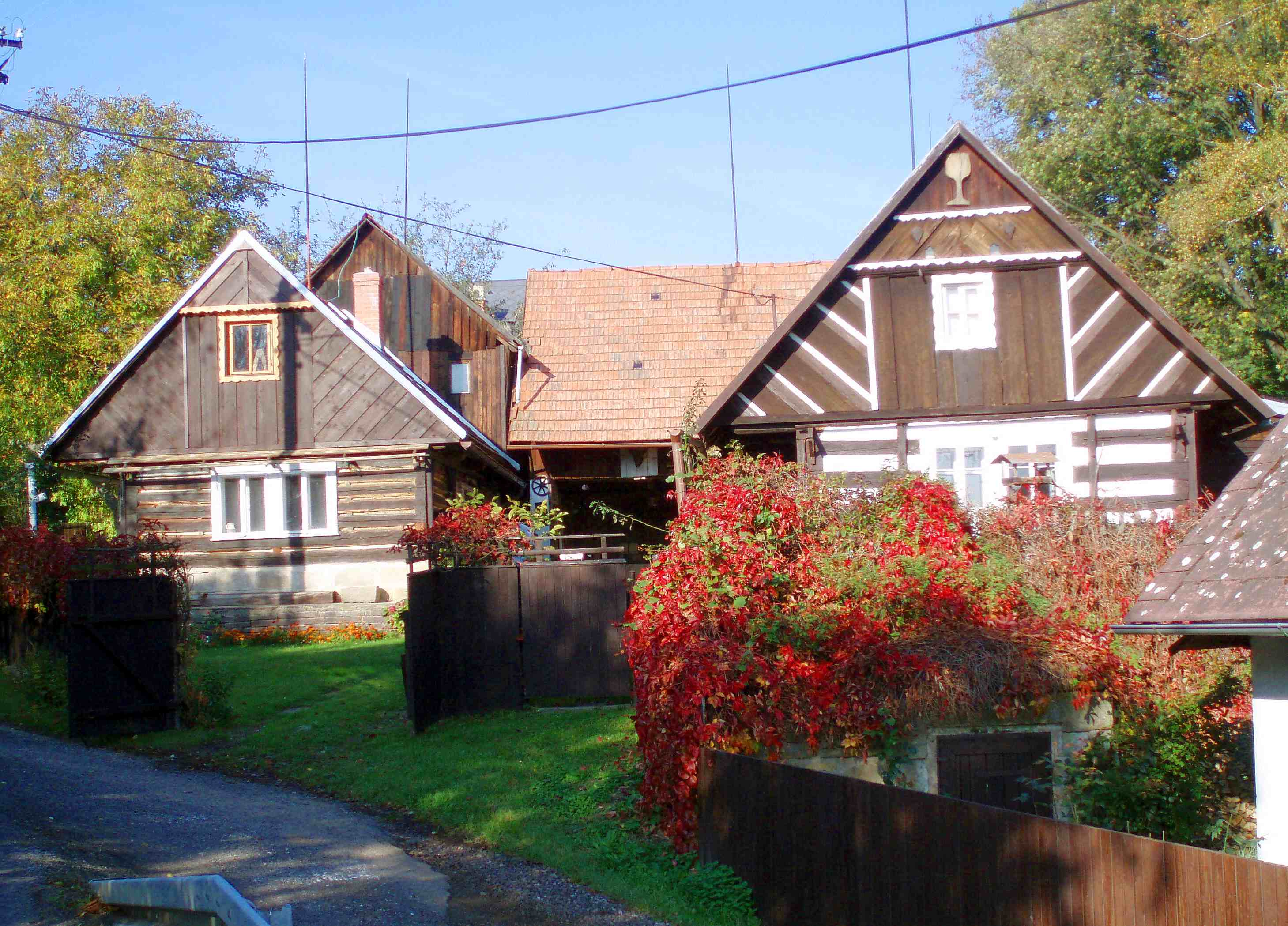
Bauernhäuser im Ortsteil Stéblovice

Sobotka hat einen Bahnhof an der Bahnstrecke Skalsko–Stará Paka.

## Ortsteile
Zu Sobotka gehören die Ortschaften Čálovice (Tschalowitz), Kdanice (Kdanitz), Lavice (Lawitz), Spyšova (Spischow), Staňkova Lhota (Staniek Lhota), Stéblovice (Steblowitz), Trní (Tern) und Zajakury (Sajakur).

## Städtepartnerschaften
- Sobótka, Polen
- Wadern, Saarland

## Persönlichkeiten
- Fráňa Šrámek (1877–1952), Schriftsteller
- Jindřich Šolc (1841–1916), Prager Bürgermeister
- František Věnceslav Jeřábek (1836–1893), Schriftsteller
- Jaroslav Pekelský (1898–1978), Violinist und Komponist